# 14 mai 1959

Principe des ondes EME par rebond sur la lune.

Le jeudi 14 mai 1959 est le 134e jour de l'année 1959.

## Événements
- Premier essai d’ondes radio EME (Earth-Moon-Earth), d’une station terrestre à l’autre par rebond sur la Lune[1].
- Le parlement suédois vote une loi généralisant la retraite à tous les salariés.
- Le président américain Dwight D. Eisenhower inaugure le Lincoln Center for the Performing Arts, centre multiculturel de New-York[2].
- Le Premier ministre indien Jawaharlal Nehru exprime ses doutes sur la possibilité d'un arrangement avec le président pakistanais Muhammad Ayub Khan, au sujet des eaux de la vallée de l'Indus.
- Le Premier ministre irakien Abdel Karim Kassem dit qu'il mène son pays vers la démocratie et veut favoriser la formation des partis politiques.

## Naissances

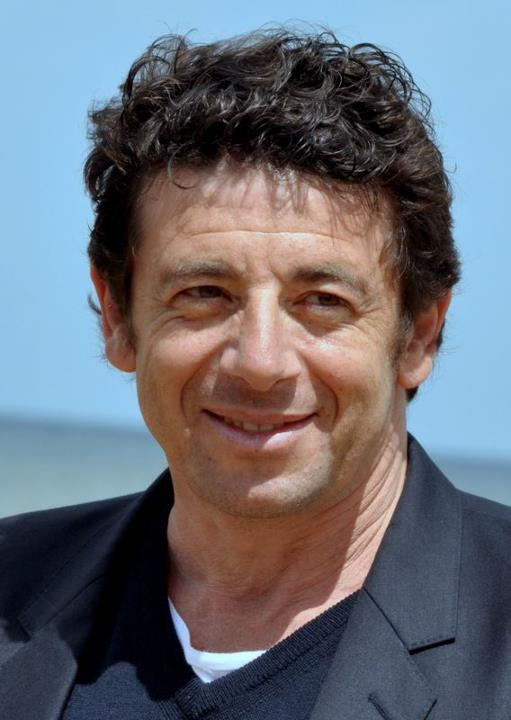
Patrick Bruel, chanteur français.

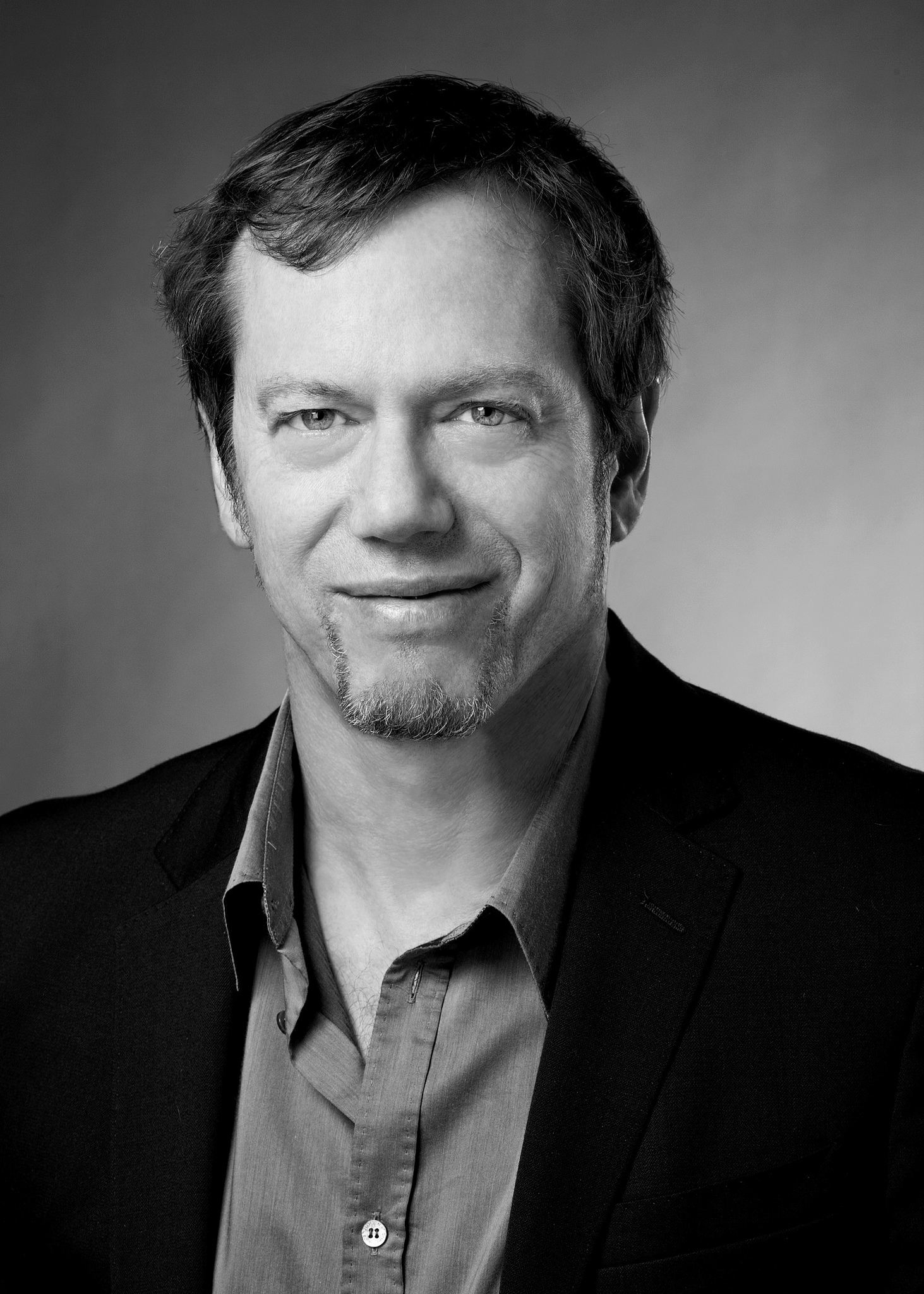
Robert Greene, écrivain américain.

- Laurent Bénégui, producteur et réalisateur français ;
- Carlisle Best (en), joueur de cricket barbadien ;
- Sandro Bondi, personnalité politique italienne ;
- Patrick Bruel, chanteur et acteur français ;
- Markus Büchel, 9e Premier Ministre du Liechtenstein ;
- Ruth Cadbury, femme politique britannique ;
- Marcel Coraș, footballeur roumain ;
- Tony Ford, footballeur anglais ;
- Anthony Girard, compositeur français ;
- Robert Greene, écrivain américain ;
- Steve Hogarth, chanteur, compositeur et multi-instrumentiste anglais, membre du groupe Marillion ;
- John Holt (en), footballeur américain ;
- Patrick Hurbain, homme d'affaires et patron de presse belge ;
- Gitte Karlshøj (da), coureuse danoise ;
- Brett Leonard, réalisateur américain ;
- Stefano Malinverni, coureur italien spécialiste du 400 mètres ;
- Stéphane Mertens (en), pilote de moto belge ;
- Sherif Mounir, acteur égyptien ;
- Bjørn Ousland, auteur de bande dessinée et illustrateur norvégien ;
- Frédérique Ries, femme politique belge francophone ;
- Arnold Turboust, compositeur, chanteur, musicien et producteur de disques français ;
- Rick Vaive, hockeyeur canadien ;
- Heather Wheeler, femme politique britannique.

## Décès

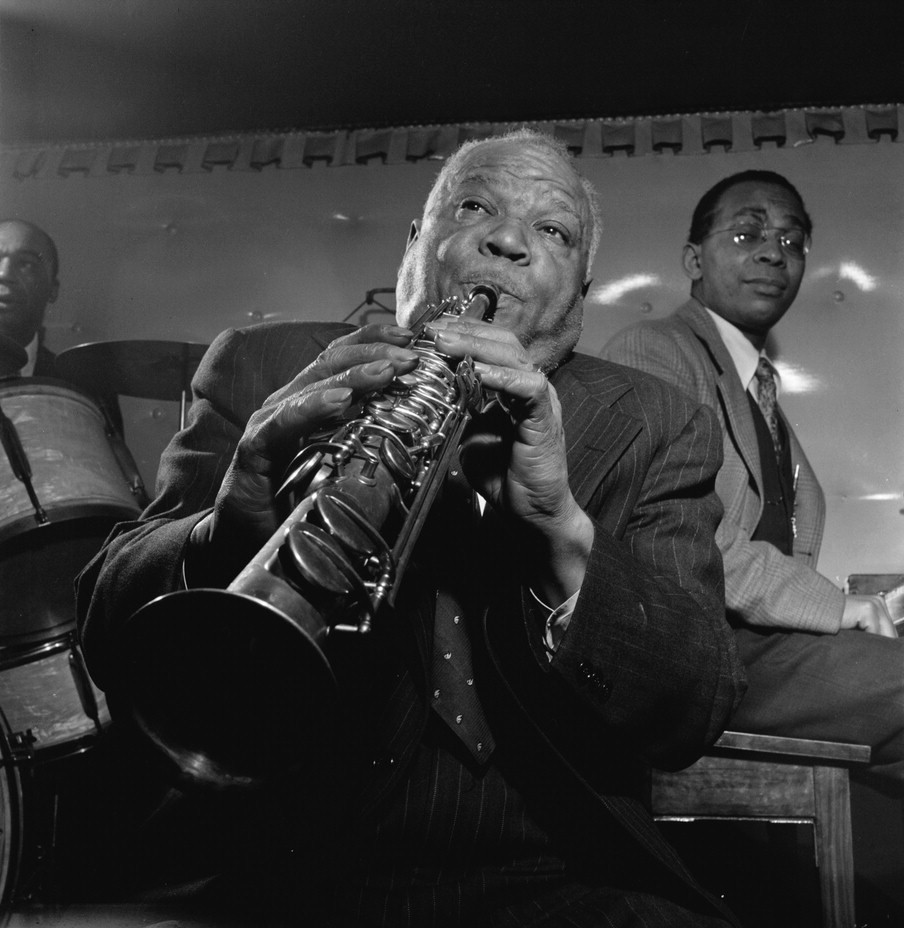
Sidney Bechet, jazzman américain.

- Sidney Bechet, jazzman américain (né le 14 mai 1897) ;
- Télesphore Caudron, homme politique français (né le 9 février 1891) ;
- Ivan Perestiani, acteur et réalisateur russe et soviétique (né le 13 avril 1870) ;
- Antónia de Bragance, épouse de l'ex-duc souverain Robert Ier de Parme (1848-1907) (née le 28 novembre 1862).